# Луїс Хав'єр Москера
Луїс Хав'єр Москера Лозано (нар. 27 березня 1995) — колумбійський важкоатлет, срібний призер Олімпійських ігор 2020 року, бронзовий призер Олімпійських ігор 2016 року.

## Результати
| Рік              | Місце                      | Вага             | Ривок            | Ривок            | Ривок            | Ривок            | Поштовх          | Поштовх          | Поштовх          | Поштовх          | Загалом          | Місце            |
| Рік              | Місце                      | Вага             | 1                | 2                | 3                | Місце            | 1                | 2                | 3                | Місце            | Загалом          | Місце            |
| Олімпійські ігри | Олімпійські ігри           | Олімпійські ігри | Олімпійські ігри | Олімпійські ігри | Олімпійські ігри | Олімпійські ігри | Олімпійські ігри | Олімпійські ігри | Олімпійські ігри | Олімпійські ігри | Олімпійські ігри | Олімпійські ігри |
| ---------------- | -------------------------- | ---------------- | ---------------- | ---------------- | ---------------- | ---------------- | ---------------- | ---------------- | ---------------- | ---------------- | ---------------- | ---------------- |
| 2016             | Ріо-де-Жанейро, Бразилія   | до 69 кг         | 150              | 150              | 155              | 3                | 183              | 189              | 190              | 3                | 338              | 3                |
| 2020             | Токіо, Японія              | до 67 кг         | 148              | 151              | 151              | 1                | 175              | 180              | 180              | 2                | 331              | 2                |
| 2024             | Париж, Франція             | до 73 кг         | 150              | 150              | 155              | 3                | 185              | 185              | 189              | 7                | 340              | 5                |
| Чемпіонат світу  |                            |                  |                  |                  |                  |                  |                  |                  |                  |                  |                  |                  |
| 2014             | Алмати, Казахстан          | до 62 кг         | 136              | 140              | 141              | 3                | 165              | 170              | 174              | 4                | 311              | 4                |
| 2018             | Ашгабат, Таджикистан       | до 73 кг         | -                | -                | -                | -                | -                | -                | -                | -                | -                | -                |
| 2019             | Паттайя, Таїланд           | до 67 кг         | 145              | 151              | 151              | 5                | 175              | 175              | 181              | 6                | 320              | 5                |
| 2021             | Ташкент, Узбекистан        | до 67 кг         | 145              | 145              | 145              | Н/Д              | —                | —                | —                | Н/Д              | Н/Д              | Н/Д              |
| 2023             | Ер-Ріяд, Саудівська Аравія | до 73 кг         | 145              | 150              | 150              | 6                | 175              | 175              | 175              | 14               | 325              | 11               |
| 2024             | Манама, Бахрейн            | до 73 кг         | 150              | 154              | 154              | 7                | 174              | 174              | 174              | 14               | 324              | 12               |